# Niederried bei Kallnach
Niederried bei Kallnach es una localidad y antigua comuna suiza del cantón de Berna, situada en el distrito administrativo del Seeland, comuna de Kallnach. 

## Generalidades
La antigua comuna limitaba al norte con las comunas de Kallnach y Bargen, al este con Radelfingen, al sur con Golaten y Kerzers (FR), y al oeste con Fräschels (FR). Hasta el 31 de diciembre de 2009 estuvo situada en el distrito de Aarberg, desde el 1 de enero de 2010 hasta el 31 de diciembre de 2012 formaba parte del distrito administrativo del Seeland. Desde el 1 de enero de 2013 hace fue fusionada con la comuna de Kallnach, tras lo cual pasó a ser une localidad de esta.

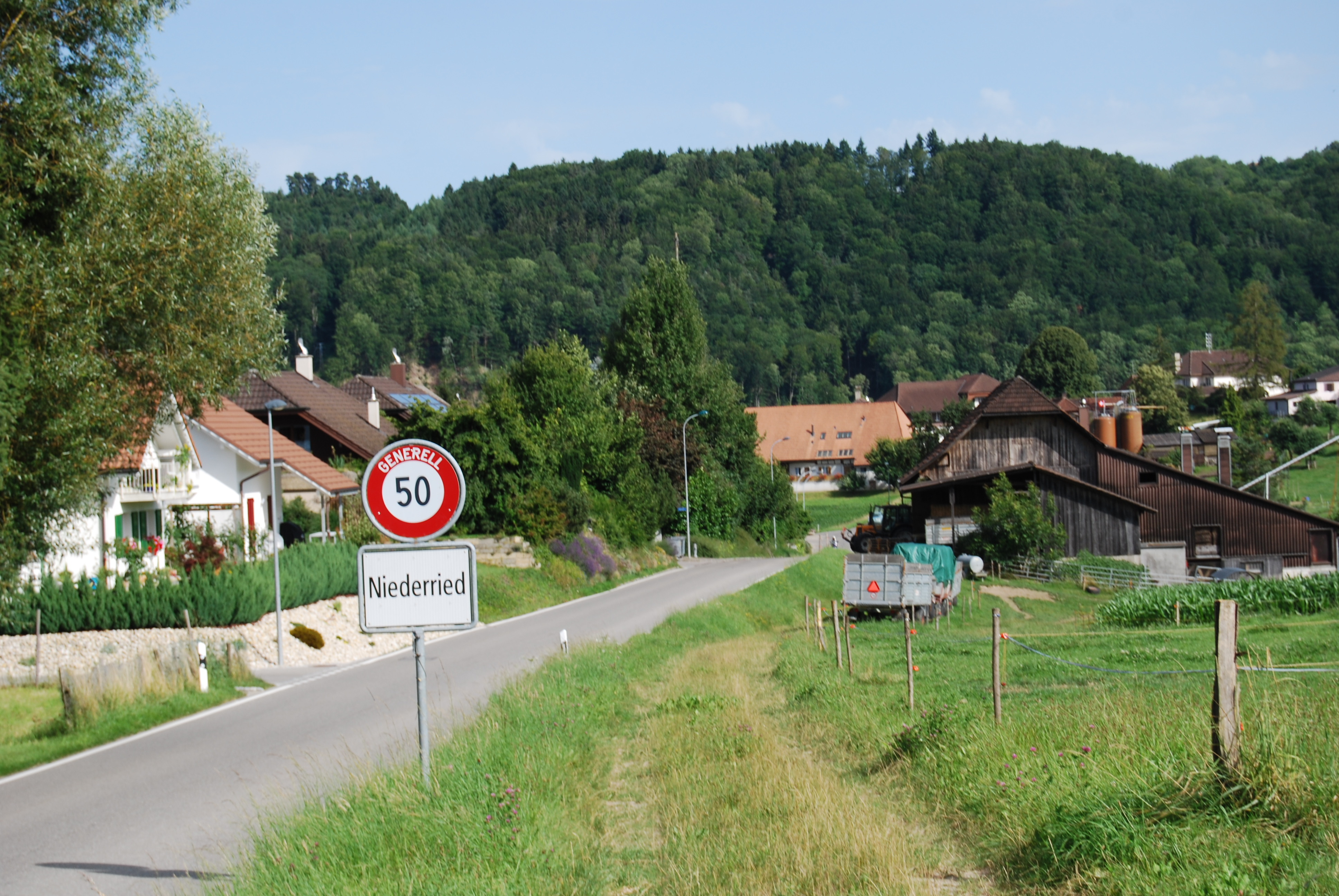
Niederried bei Kallnach

## Ciudades hermanadas
- Nisowice.